# یانینا-کریستین گوتز
یانینا-کریستین گوتز (به انگلیسی: Janina-Kristin Götz) (زادهٔ ۱۳ ژانویهٔ ۱۹۸۱) شناگر اهل آلمان است.